# Харламов Валерій Борисович
Валерій Борисович Харламов (рос. Валерий Борисович Харламов, нар. 14 січня 1948, Москва — пом. 27 серпня 1981, неподалік Солнечногорська) — радянський хокеїст, що грав на позиції крайнього нападника. Грав за збірну команду СРСР.
Член Зали слави хокею з 2005 року. Олімпійський чемпіон.
Його син Олександр також в минулому хокеїст.

## Життєпис

### Дитинство
Народився 14 січня 1948 у Москві в сім'ї робітників Харламова Сергія Борисовича та басконки Кармен Оріве-Абад, яка потрапила до СРСР в часи Громадянської війни в Іспанії. Свого сина вони назвали Валерієм на честь Валерія Чкалова.
Валерій вперше став на ковзани в сім років. Його батько часто грав за заводську команду з російського хокею та брав сина з собою і, аби той не змерз, ставив його на ковзани.
У 1956 році іспанці отримали право повернутись на батьківщину. Так Валерій разом з молодшою сестрою прожив декілька місяців в Іспанії.
У 14 років батько записав його до хокейної секції.

### ЦСКА
Після блискучого виступу в юніорській команді весною 1967 року він отримав запрошення до головної команди ЦСКА (Москва). 22 жовтня 1967 року дебютував у матчі в Новосибірську проти місцевого клубу «Сибір», армійці перемогли 9:0, а Харламов після цього матчу опинився у друголіговій «Зірці» з міста Чебаркуль, де відіграв до лютого 1968.
8 березня Валерія викликали до ЦСКА, а 10 він провів свій другий матч і знову проти «Сибіру» (здобули перемогу 11:3). До кінця сезону 1967/68 він виступав у молодіжній ланці разом зі Смоліним та Бліновим. Закріпився він в основному складі армійців лише в наступному сезоні, склав основну ударну ланку Петров — Михайлов — Харламов.
Брав участь у турне ЦСКА 1975/76 років, де армійці провели серію матчів проти клубів НХЛ.
Загалом у складі армійців провів 15 сезонів, зіграв 438 матчів (293 + 214). 11 разів ставав чемпіоном СРСР; п'ятиразовим володарем Кубка СРСР; найкращим хокеїстом СРСР 1972 та 1973 років; найкращим бомбардиром чемпіонату 1971; володар призу «Три бомбардири» — 1971, 1975 та 1978.

### Збірна
У грудні 1968 був викликаний до другої збірної СРСР на міжнародний турнір, пізніше він отримав назву Приз Известий.
У 1969 дебютував у складі збірної на чемпіонаті світу, здобувши перші золоті медалі, а після повернення ще й звання заслуженого майстра спорту.
У 1972 Валерій здобуває перше олімпійське золото та стає найкращим бомбардиром турніру.
Брав участь у двох суперсеріях 1972 та 1974 років.
У 1976 Харламов у складі збірної здобув другу золоту олімпійську нагороду.
У 1979 здобув у складі збірної СРСР Кубок виклику, це була серія із трьох матчів до двох перемог між збірними СРСР та НХЛ.

### Загибель
27 серпня 1981 на 74 км Ленінградського шосе сталася аварія автомобіля ГАЗ-24, яким керувала дружина хокеїста, окрім них в автомобілі був двоюрідний брат дружини Ірини Сергій Іванов. «Волга» хокеїста зіштовхнулась з вантажним автомобілем ЗІЛ, усі троє загинули на місці.
31 серпня загиблих поховали на Кунцевському цвинтарі.

## Статистика

### Клубні виступи
| Сезон         | Клуб          | Ліга          | Регулярний сезон | Регулярний сезон | Регулярний сезон | Регулярний сезон | Регулярний сезон |
| Сезон         | Клуб          | Ліга          | І                | Г                | П                | О                | ШХ               |
| ------------- | ------------- | ------------- | ---------------- | ---------------- | ---------------- | ---------------- | ---------------- |
| 1967–68       | ЦСКА (Москва) | СРСР          | 15               | 2                | 3                | 5                | 6                |
| 1968–69       | ЦСКА (Москва) | СРСР          | 42               | 37               | 12               | 49               | 24               |
| 1969–70       | ЦСКА (Москва) | СРСР          | 33               | 33               | 10               | 43               | 16               |
| 1970–71       | ЦСКА (Москва) | СРСР          | 34               | 40               | 12               | 52               | 18               |
| 1971–72       | ЦСКА (Москва) | СРСР          | 31               | 24               | 16               | 40               | 22               |
| 1972–73       | ЦСКА (Москва) | СРСР          | 27               | 19               | 13               | 32               | 22               |
| 1973–74       | ЦСКА (Москва) | СРСР          | 26               | 20               | 10               | 30               | 28               |
| 1974–75       | ЦСКА (Москва) | СРСР          | 31               | 15               | 24               | 39               | 35               |
| 1975–76       | ЦСКА (Москва) | СРСР          | 34               | 18               | 18               | 36               | 6                |
| 1976–77       | ЦСКА (Москва) | СРСР          | 21               | 18               | 8                | 26               | 16               |
| 1977–78       | ЦСКА (Москва) | СРСР          | 29               | 18               | 24               | 42               | 35               |
| 1978–79       | ЦСКА (Москва) | СРСР          | 41               | 22               | 26               | 48               | 36               |
| 1979–80       | ЦСКА (Москва) | СРСР          | 41               | 16               | 22               | 38               | 40               |
| 1980–81       | ЦСКА (Москва) | СРСР          | 30               | 9                | 16               | 25               | 14               |
| Усього в СРСР | Усього в СРСР | Усього в СРСР | 438              | 293              | 214              | 507              | 318              |

### Збірна
| Рік              | Команда          | Турнір           | І   | Г  | П  | О   | ШХ |
| ---------------- | ---------------- | ---------------- | --- | -- | -- | --- | -- |
| 1969             | СРСР             | ЧС               | 10  | 6  | 7  | 13  | 4  |
| 1970             | СРСР             | ЧС               | 9   | 7  | 3  | 10  | 4  |
| 1971             | СРСР             | ЧС               | 10  | 5  | 12 | 17  | 2  |
| 1972             | СРСР             | Суперсерія 1972  | 7   | 3  | 4  | 7   | 16 |
| 1972             | СРСР             | ОІ               | 5   | 9  | 7  | 16  | 2  |
| 1972             | СРСР             | ЧС               | 9   | 8  | 6  | 14  | 10 |
| 1973             | СРСР             | ЧС               | 10  | 9  | 14 | 23  | 31 |
| 1974             | СРСР             | Суперсерія 1974  | 8   | 2  | 6  | 8   | 4  |
| 1974             | СРСР             | ЧС               | 10  | 5  | 5  | 10  | 8  |
| 1975             | СРСР             | ЧС               | 9   | 10 | 6  | 16  | 4  |
| 1976             | СРСР             | ОІ               | 6   | 3  | 6  | 9   | 6  |
| 1976             | СРСР             | ЧС               | 10  | 4  | 10 | 14  | 4  |
| 1977             | СРСР             | ЧС               | 10  | 9  | 7  | 16  | 4  |
| 1978             | СРСР             | ЧС               | 10  | 4  | 5  | 9   | 4  |
| 1979             | СРСР             | ЧС               | 8   | 7  | 7  | 14  | 4  |
| 1980             | СРСР             | ОІ               | 7   | 3  | 8  | 11  | 2  |
| Чемпіонат світу  | Чемпіонат світу  | Чемпіонат світу  | 105 | 74 | 82 | 156 | 79 |
| Олімпійські ігри | Олімпійські ігри | Олімпійські ігри | 18  | 15 | 21 | 36  | 10 |